# Nazionale maschile di calcio dell'Irlanda del Nord
La nazionale di calcio dell'Irlanda del Nord (in inglese Northern Ireland national football team) è la rappresentativa calcistica dell'Irlanda del Nord ed è posta sotto l'egida della Irish Football Association (IFA).
Nonostante l'esigua porzione autonoma di territorio (un sesto dell'intera isola) e il limitato parco giocatori da cui attingere, la squadra conta 3 partecipazioni alla Coppa del mondo, al pari della sua controparte, e una al campionato d'Europa, nel 2016. Può vantare la vittoria di 8 edizioni del Torneo Interbritannico.
È da notare come il calcio sia uno dei pochi sport in cui la Repubblica d'Irlanda e l'Irlanda del Nord hanno ciascuna una propria rappresentativa nazionale. In altre discipline, per esempio il rugby, le selezioni gareggiano unitamente (escludendo il contenzioso politico).
Fino al 2006 la selezione nordirlandese è stata la rappresentativa dello stato o territorio meno popoloso al mondo ad essersi qualificata alla fase finale della massima competizione calcistica per nazionali, superata poi dalle nazionali di Islanda e Trinidad e Tobago.
Occupa il 58º posto nel ranking FIFA.

## Storia

### L'Irlanda unita (1882-1922)
Dal 1882 al 1922 esisteva un'unica nazionale, estintasi per la guerra d'indipendenza irlandese e la nascita di uno stato libero. Dopo la scissione dalla FAI, l'IFA continuava a gestire in autonomia i campionati e la squadra nazionale dell'isola. La compagine mantenne il nome "Irlanda" sino al 1954, convocando giocatori di entrambe le nazionalità: la riduzione territoriale fu imposta dalla FIFA, che le assegnò solamente il territorio del suo stato.

### La partecipazione al mondiale del 1958

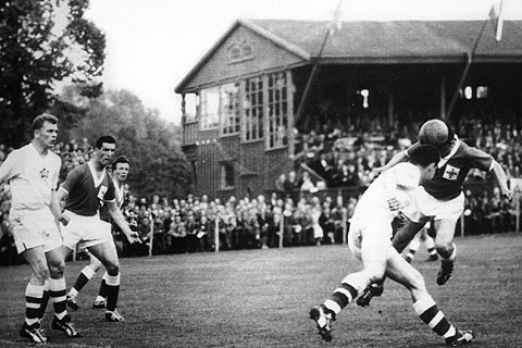
L'Irlanda del Nord affronta la ai Mondiali 1958.

Nel 1958 partecipò ai campionato mondiale in Svezia, dopo aver eliminato il Portogallo e l'Italia nelle qualificazioni. Ottenne dapprima 3 punti in 3 gare, per poi chiudere il girone con gli azzurri. L'incontro era in programma al Windsor Park di Belfast il 4 dicembre 1957, ma l'arbitro Zsolt rimase bloccato all'aeroporto di Londra per la nebbia. La federazione irlandese propose di giocare ugualmente con un arbitro locale, ma l'Italia rifiutò declassando la gara ad amichevole (il risultato finale fu di 2-2). La partita fu quindi recuperata il 15 gennaio 1958 e vinta per 2-1 dai nordirlandesi, che entrarono così nella fase finale. Il cammino in Svezia terminò ai quarti di finale, con la sconfitta per 4-0 contro la Francia. Fu l'unica edizione del campionato del mondo alla cui fase finale parteciparono tutte le Home Nations.
Sino ai campionato del mondo del 2006, con il debutto di Trinidad e Tobago, la squadra nordirlandese rimase la nazionale del più piccolo paese rappresentato nella fase finale di un campionato mondiale di calcio.

### L'era di Best e i due mondiali degli anni '80

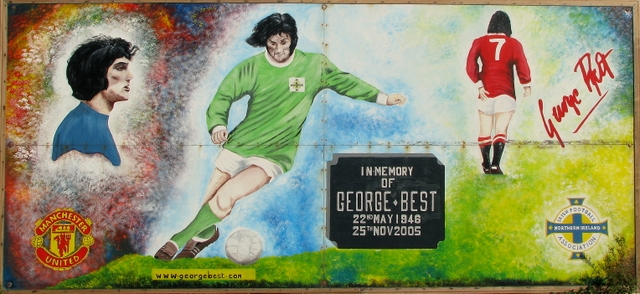
Un murale a Portavogie raffigurante George Best. In basso, ai lati, sono visibili gli stemmi del Manchester United e della nazionale nordirlandese.

La presenza del fuoriclasse George Best non contribuì ai risultati della nazionale, che negli anni sessanta e settanta non si qualificò per alcun torneo internazionale.
Solamente nel corso degli anni ottanta la squadra tornò a giocare il campionato del mondo, partecipando alle edizioni del 1982 e 1986 sotto la guida di Billy Bingham. In Spagna schierò Norman Whiteside, che divenne il calciatore più giovane sceso in campo nella fase finale del mondiale (all'età di 17 anni): vinto il proprio girone grazie a due pareggi con Jugoslavia e Honduras e un sorprendente successo sui padroni di casa (rete di Gerry Armstrong), uscì nella seconda fase a gruppi, eliminata dalla Francia. Tornò quattro anni dopo, in Messico, ma non superò invece il primo turno, nel quale ottenne un solo punto dopo il pareggio nell'incontro di apertura contro l'Algeria), risultando la peggiore delle terze classificate.

### Anni novanta e duemila
Il declino della nazionale proseguì negli anni novanta e nel nuovo millennio, malgrado l'affermazione dell'attaccante David Healy (miglior marcatore nella storia della rappresentativa, con 36 reti). Dal 13 febbraio 2002 al 18 febbraio 2004 la squadra subì una serie negativa di 17 sconfitte consecutive, interrotta da un successo sull'Estonia in amichevole.

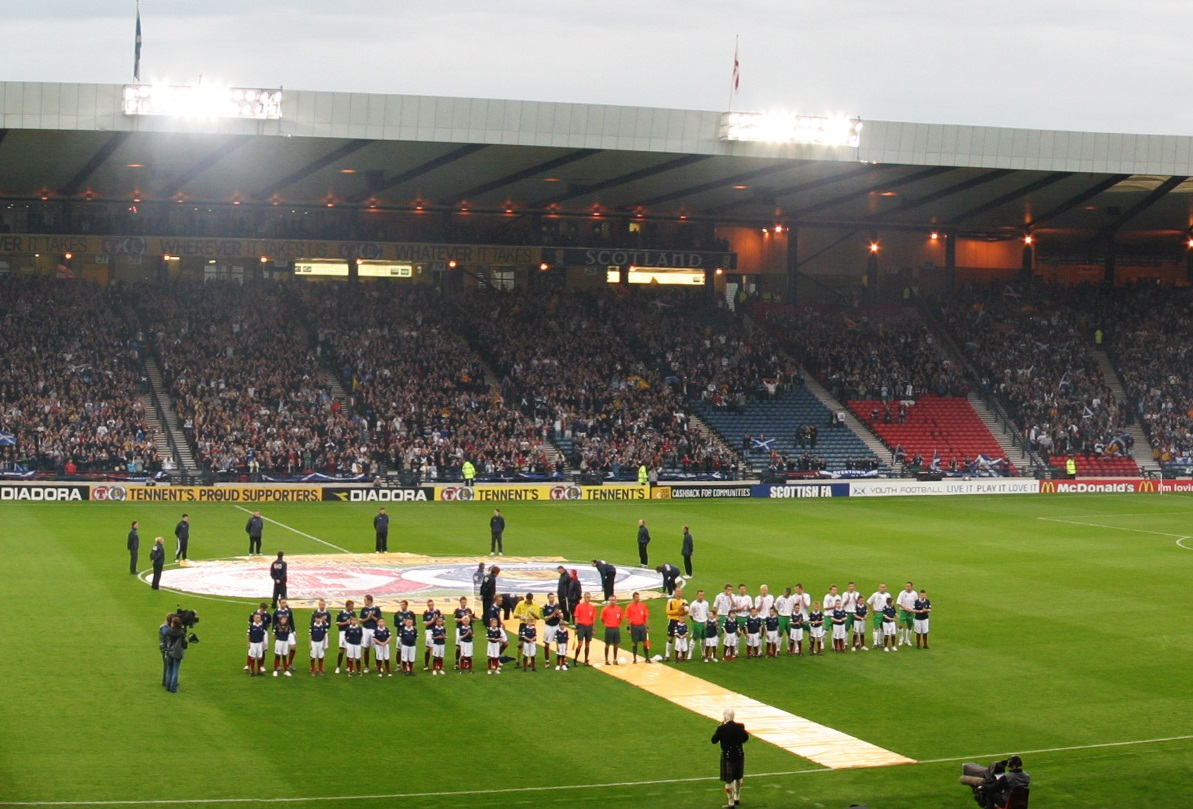
L'Irlanda del Nord (in divisa bianca) prima di un'amichevole con la (20 agosto 2008).

Il 7 settembre 2005, nelle qualificazioni al campionato mondiale del 2006, sconfisse per 1-0 l'Inghilterra con rete di Healy. Un anno dopo, il 6 settembre 2006, batté per 3-2 la Spagna nelle eliminatorie del campionato d'Europa del 2008 con tripletta di Healy.
Nel giugno 2007 divenne CT Nigel Worthington, subentrato a Lawrie Sanchez. Nelle qualificazioni a Euro 2008 l'Irlanda del Nord chiuse terza nel proprio girone, con ben 20 punti ottenuti in 12 partite, a pari merito con la Danimarca, ma con gli scontri diretti favorevoli. Il contratto del CT fu dunque prolungato per altri tre anni.

### Anni duemiladieci e duemilaventi
Nell'ottobre 2011, dopo la fallimentare campagna di qualificazione al campionato d'Europa 2012, Worthington si dimise. Il 28 dicembre 2011 assunse le redini della nazionale Michael O'Neill, che all'esordio, nel febbraio 2012, perse per 3-0 all'esordio contro la Norvegia. Nelle qualificazioni al campionato del mondo 2014 la squadra ottenne quattro pareggi, tra cui quello per 1-1 contro il Portogallo in trasferta, e una vittoria casalinga per 1-0 contro la Russia, classificandosi penultima nel girone eliminatorio. Nel novembre 2013 O'Neill prolungò il contratto per altri due anni.
L'8 ottobre 2015 l'Irlanda del Nord guadagnò per la prima volta la qualificazione alla fase finale di un campionato europeo, la prima ad un grande torneo dopo 30 anni, battendo la Grecia per 3-1 a Windsor Park e vincendo il proprio girone di qualificazione con 6 vittorie, 3 pareggi e una sola sconfitta in 10 partite. La nazionale nordirlandese esordì in una fase finale di un campionato europeo a campionato d'Europa 2016, subendo una sconfitta contro la Polonia (1-0). Vinse poi contro l'Ucraina (2-0) e perse contro la Germania (1-0), qualificandosi agli ottavi di finale come una delle quattro migliori terze dei gironi. Battuta agli ottavi dal Galles per 1-0, fu eliminata dall'europeo dopo aver segnato 2 gol e concesso 3 reti in quattro partite. Nelle eliminatorie del campionato del mondo 2018 la squadra riuscì a ottenere la seconda piazza nel girone, dietro alla Germania, precedendo in classifica Rep. Ceca e Norvegia, con un bilancio di 6 vittorie, un pareggio e 3 sconfitte. Agli spareggi fu eliminata dalla Svizzera (0-1 a Belfast e 0-0 a Basilea). 
Nelle qualificazioni al campionato d'Europa 2020 la nazionale nordirlandese si classificò terza nel girone, con 13 punti, e si qualificò agli spareggi. Nella semifinale vinse per 4-3 ai rigori contro la Bosnia ed Erzegovina, dopo avere pareggiato 1-1 nei tempi regolamentari, poi perse per 2-1 dopo i tempi supplementari la finale contro la Slovacchia. Più amara fu la campagna di qualificazione al campionato del mondo 2022, chiusa dalla squadra con il terzo posto nel girone, alle spalle di Svizzera e Italia.

## Controversie e settarismo
La nazionale nordirlandese è l'unica a rappresentare la propria nazione in maniera eclatante, dato che spesso, anche per allentare le tensioni sociali che da sempre alimentano violenza nelle sei contee, le rappresentative negli altri sport, come nell'esempio più evidente del rugby, sono All-Ireland (di tutta l'isola d'Irlanda) o britanniche. In maniera altrettanto controversa, è per la nazionale di calcio nordirlandese che viene utilizzata in maniera formale l'Ulster Banner, bandiera non ufficiale dell'Irlanda del Nord che ormai ha perso ogni significato ed uso se non quello settariale dei gruppi unionisti.
Non è difficile capire come la Nazionale dell'Irlanda del Nord sia più che altro seguita dalla parte unionista della popolazione, preferendo i repubblicani indipendentisti la selezione dell'Eire, anche coerentemente col fatto che questi ultimi ritengono come propria nazione l'Irlanda, non accettando la presenza del Regno Unito se non concependolo come stato occupante. Non è raro comunque che gli uni simpatizzino per l'altra squadra quando non coinvolta nello stesso girone o nella stessa competizione, non essendoci un vero e proprio astio né una grande rivalità (più sentita per entrambe con l'Inghilterra ad esempio).
La nazionale nordirlandese ha sofferto di vari episodi di settarismo, come spesso accade in Irlanda del Nord: frange della sua tifoseria sono state da sempre parte di ambienti ostili al repubblicanismo ed in genere a vari aspetti della già travagliata società nordirlandese. Il picco più aspro si è raggiunto con l'ex calciatore Neil Lennon, spesso oggetto di fischi ed insulti da vari sostenitori mentre la selezione giocava in casa al Windsor Park. Lo stesso Lennon fu vittima di una minaccia di morte per il semplice fatto che giocasse col Celtic, squadra tifata in Irlanda del Nord dagli indipendentisti, ed avesse auspicato di poter giocare un giorno in una nazionale irlandese unita.
La situazione è oggi sensibilmente migliorata grazie a vari passi che hanno permesso di registrare notevoli successi. Lennon è stato in poco tempo incoraggiato e la maggioranza dei tifosi allo stadio gli ha dato il suo appoggio, questo anche grazie a gente come Stewart MacAfee, vincitore del premio "Football for All" per i suoi impegni, che è riuscito insieme ad altri a rendere l'atmosfera dello stadio nazionale molto più avvincente e alla portata di tutti, isolando i gruppi politici e settari.
Lo stesso Lennon ha riconosciuto:

## Colori e simboli
L'Irlanda del Nord scende in campo da sempre (o almeno da quando non è più Irlanda) in tenuta verde con pantaloncini bianchi e calzettoni verdi. Almeno fino a fine anni ottanta questi erano gli unici due colori che la nazionale vestiva, creando non poche confusioni con la controparte indipendente, anch'essa verde con pantaloncini bianchi. In realtà la vecchia Irlanda storica vestì le sue prime volte in azzurro, adottando il verde solo per non confondersi con la Scozia, ma dalla creazione della nazionale dell'Eire la selezione è stata sempre verde. La situazione è leggermente migliorata soltanto negli ultimi anni, adottando sempre più frequentemente (ma non sempre) un blu notte più o meno vistoso, in concomitanza con l'utilizzo dell'arancione in piccole parti da parte dell'Eire. L'utilizzo del blu è stato più o meno vistoso, da spirali e disegni a quadri piuttosto marcati, a piccoli bordini sulle maniche. Negli ultimi anni in genere vengono resi blu notte o dei tratti sulle spalle o sui lati della maglia.
La seconda divisa è in genere bianca, ma non sono mancate maglie blu, nere o celesti. Attualmente la seconda divisa è tornata ad essere bianca, data la forte tonalità di verde della prima maglia.
Come stemma, almeno fino al 1946 la nazionale ha portato in petto una croce celtica con al centro un'arpa, simboli tipici dell'Irlanda. Ha interrotto, probabilmente per contrastare la Nazionale della FAI che portava lo stesso stemma, soltanto tra il 1946-51 ponendo uno scudo bianco con tre shamrock. Dal 1957 in poi ha sempre utilizzato lo stemma federativo, rimasto pressoché invariato, una croce celtica blu con bordi dorati e shamrock sulla fine dei bracci. Solo nel 1977 ha indossato delle divise senza stemma con al centro una vistosa croce celtica stilizzata.

### Evoluzione delle divise
| Classica | 1957-64 | 1965-74 | 1977-83 | 1996-98 | oggi |

## Partecipazioni ai tornei internazionali
Legenda: Grassetto: Risultato migliore, Corsivo: Mancate partecipazioni

## Statistiche dettagliate sui tornei internazionali

### Mondiali
| Anno | Luogo                    | Piazzamento      | V | N | P | Gol  |
| ---- | ------------------------ | ---------------- | - | - | - | ---- |
| 1930 | Uruguay                  | Non partecipante | - | - | - | -    |
| 1934 | Italia                   | Non partecipante | - | - | - | -    |
| 1938 | Francia                  | Non partecipante | - | - | - | -    |
| 1950 | Brasile                  | Non qualificata  | - | - | - | -    |
| 1954 | Svizzera                 | Non qualificata  | - | - | - | -    |
| 1958 | Svezia                   | Quarti di finale | 2 | 1 | 2 | 6:10 |
| 1962 | Cile                     | Non qualificata  | - | - | - | -    |
| 1966 | Inghilterra              | Non qualificata  | - | - | - | -    |
| 1970 | Messico                  | Non qualificata  | - | - | - | -    |
| 1974 | Germania Ovest           | Non qualificata  | - | - | - | -    |
| 1978 | Argentina                | Non qualificata  | - | - | - | -    |
| 1982 | Spagna                   | Secondo turno    | 1 | 3 | 1 | 5:7  |
| 1986 | Messico                  | Primo turno      | 0 | 1 | 2 | 2:6  |
| 1990 | Italia                   | Non qualificata  | - | - | - | -    |
| 1994 | Stati Uniti              | Non qualificata  | - | - | - | -    |
| 1998 | Francia                  | Non qualificata  | - | - | - | -    |
| 2002 | Corea del Sud / Giappone | Non qualificata  | - | - | - | -    |
| 2006 | Germania                 | Non qualificata  | - | - | - | -    |
| 2010 | Sudafrica                | Non qualificata  | - | - | - | -    |
| 2014 | Brasile                  | Non qualificata  | - | - | - | -    |
| 2018 | Russia                   | Non qualificata  | - | - | - | -    |
| 2022 | Qatar                    | Non qualificata  | - | - | - | -    |

### Europei
| Anno | Luogo                | Piazzamento      | V | N | P | Gol |
| ---- | -------------------- | ---------------- | - | - | - | --- |
| 1960 | Francia              | Non partecipante | - | - | - | -   |
| 1964 | Spagna               | Non qualificata  | - | - | - | -   |
| 1968 | Italia               | Non qualificata  | - | - | - | -   |
| 1972 | Belgio               | Non qualificata  | - | - | - | -   |
| 1976 | Jugoslavia           | Non qualificata  | - | - | - | -   |
| 1980 | Italia               | Non qualificata  | - | - | - | -   |
| 1984 | Francia              | Non qualificata  | - | - | - | -   |
| 1988 | Germania Ovest       | Non qualificata  | - | - | - | -   |
| 1992 | Svezia               | Non qualificata  | - | - | - | -   |
| 1996 | Inghilterra          | Non qualificata  | - | - | - | -   |
| 2000 | Belgio / Paesi Bassi | Non qualificata  | - | - | - | -   |
| 2004 | Portogallo           | Non qualificata  | - | - | - | -   |
| 2008 | Austria / Svizzera   | Non qualificata  | - | - | - | -   |
| 2012 | Polonia / Ucraina    | Non qualificata  | - | - | - | -   |
| 2016 | Francia              | Ottavi di finale | 1 | 0 | 3 | 2:3 |
| 2020 | Europa               | Non qualificata  | - | - | - | -   |
| 2024 | Germania             | Non qualificata  | - | - | - | -   |

### Confederations Cup
| Anno | Luogo                    | Piazzamento     | V | N | P | Gol |
| ---- | ------------------------ | --------------- | - | - | - | --- |
| 1992 | Arabia Saudita           | Non invitata    | - | - | - | -   |
| 1995 | Arabia Saudita           | Non invitata    | - | - | - | -   |
| 1997 | Arabia Saudita           | Non qualificata | - | - | - | -   |
| 1999 | Messico                  | Non qualificata | - | - | - | -   |
| 2001 | Corea del Sud / Giappone | Non qualificata | - | - | - | -   |
| 2003 | Francia                  | Non qualificata | - | - | - | -   |
| 2005 | Germania                 | Non qualificata | - | - | - | -   |
| 2009 | Sudafrica                | Non qualificata | - | - | - | -   |
| 2013 | Brasile                  | Non qualificata | - | - | - | -   |
| 2017 | Russia                   | Non qualificata | - | - | - | -   |

### Nations League
| Anno      | Luogo       | Piazzamento   | V | N | P | Gol  |
| --------- | ----------- | ------------- | - | - | - | ---- |
| 2018-2019 | Portogallo  | 12° in Lega B | 0 | 0 | 4 | 2:7  |
| 2020-2021 | Italia      | 16°in Lega B  | 0 | 2 | 4 | 4:11 |
| 2022-2023 | Paesi Bassi | 12°in Lega C  | 1 | 2 | 3 | 7:10 |

## Tutte le rose

### Mondiali
Coppa del Mondo FIFA 19581 Gregg, 2 Cunningham, 3 McMichael, 4 Blanchflower, 5 Keith, 6 Peacock, 7 Bingham, 8 Cush, 9 Simpson, 10 McIlroy, 11 McParland, 12 Uprichard, 13 Casey, 14 Scott, 15 McCrory, 16 Dougan, 17 Coyle, 18 Rea, 19 Graham, 20 Chapman, 21 Hamill, 22 Trainor, CT: Doherty
Coppa del Mondo FIFA 19821 Jennings, 2 J. Nicholl, 3 Donaghy, 4 McCreery, 5 C. Nicholl, 6 J. O’Neill, 7 Brotherston, 8 M. O’Neill, 9 Armstrong, 10 McIlroy, 11 Hamilton, 12 McClelland, 13 Nelson, 14 Cassidy, 15 Finney, 16 Whiteside, 17 J. Platt, 18 Jameson, 19 Healy, 20 Cleary, 21 Campbell, 22 Dunlop, CT: Bingham
Coppa del Mondo FIFA 19861 Jennings, 2 Nicholl, 3 Donaghy, 4 J. O’Neill, 5 McDonald, 6 McCreery, 7 Penney, 8 McIlroy, 9 J. Quinn, 10 Whiteside, 11 I. Stewart, 12 J. Platt, 13 P. Hughes, 14 Armstrong, 15 Worthington, 16 Ramsey, 17 Clarke, 18 McClelland, 19 Hamilton, 20 McNally, 21 D. Campbell, 22 Caughey, CT: Bingham

### Europei
Campionato d'Europa UEFA 20161 McGovern, 2 McLaughlin, 3 Ferguson, 4 McAuley, 5 J. Evans, 6 Baird, 7 McGinn, 8 Davis, 9 Grigg, 10 Lafferty, 11 Washington, 12 Carroll, 13 C. Evans, 14 Dallas, 15 McCullough, 16 Norwood, 17 McNair, 18 Hughes, 19 Ward, 20 Cathcart, 21 Magennis, 22 Hodson, 23 Mannus, CT: O'Neill

## Rosa attuale
Lista dei giocatori convocati per le gare amichevoli del 7 e 10 giugno 2025.
Presenze e reti aggiornate al momento delle convocazioni.
|  | P | Conor Hazard      | 5 marzo 1998      | 8  | 0 | Plymouth          |  |  |
|  | P | Pierce Charles    | 21 luglio 2005    | 6  | 0 | Sheffield Weds    |  |  |
|  | P | Luke Southwood    | 6 dicembre 1997   | 1  | 0 | Bolton            |  |  |
|  |   |                   |                   |    |   |                   |  |  |
|  | D | Paddy McNair      | 27 aprile 1995    | 75 | 7 | San Diego         |  |  |
|  | D | Daniel Ballard    | 22 settembre 1999 | 28 | 5 | Sunderland        |  |  |
|  | D | Conor Bradley     | 9 luglio 2003     | 23 | 4 | Liverpool         |  |  |
|  | D | Trai Hume         | 18 marzo 2002     | 20 | 0 | Sunderland        |  |  |
|  | D | Brodie Spencer    | 6 maggio 2004     | 15 | 0 | Huddersfield Town |  |  |
|  | D | Ruairi McConville | 1º maggio 2005    | 3  | 0 | Norwich City      |  |  |
|  | D | Terry Devlin      | 6 novembre 2003   | 2  | 0 | Portsmouth        |  |  |
|  | D | Aaron Donnelly    | 8 giugno 2003     | 1  | 0 | Dundee Utd        |  |  |
|  |   |                   |                   |    |   |                   |  |  |
|  | C | George Saville    | 1º giugno 1993    | 58 | 0 | Millwall          |  |  |
|  | C | Ali McCann        | 4 dicembre 1999   | 28 | 1 | Preston N.E.      |  |  |
|  | C | Shea Charles      | 5 novembre 2003   | 25 | 0 | Sheffield Weds    |  |  |
|  | C | Isaac Price       | 26 settembre 2003 | 20 | 8 | West Bromwich     |  |  |
|  | C | Ethan Galbraith   | 11 maggio 2001    | 5  | 0 | Leyton Orient     |  |  |
|  | C | Brad Lyons        | 26 maggio 1997    | 4  | 0 | Kilmarnock        |  |  |
|  | C | Justin Devenny    | 11 ottobre 2003   | 3  | 0 | Crystal Palace    |  |  |
|  | C | Caolan Boyd-Munce | 26 gennaio 2000   | 2  | 0 | St. Mirren        |  |  |
|  | C | Jamie Donley      | 3 gennaio 2005    | 2  | 0 | Leyton Orient     |  |  |
|  |   |                   |                   |    |   |                   |  |  |
|  | A | Dion Charles      | 7 ottobre 1995    | 28 | 4 | Huddersfield Town |  |  |
|  | A | Paul Smyth        | 10 settembre 1997 | 18 | 2 | QPR               |  |  |
|  | A | Callum Marshall   | 28 novembre 2004  | 9  | 0 | Huddersfield Town |  |  |
|  | A | Dale Taylor       | 12 dicembre 2003  | 9  | 0 | Wigan             |  |  |
|  | A | Lee Bonis         | 3 agosto 1999     | 3  | 0 | ADO Den Haag      |  |  |
|  | A | Ronan Hale        | 8 settembre 1998  | 0  | 0 | Ross County       |  |  |

## Statistiche individuali
Record aggiornati al 26 marzo 2025.
- In grassetto i giocatori ancora in attività con la maglia della nazionale.

### Record presenze
| Pos. | Giocatore       | Pres. | Reti | Periodo   |
| ---- | --------------- | ----- | ---- | --------- |
| 1    | Steven Davis    | 140   | 13   | 2005-2022 |
| 2    | Pat Jennings    | 119   | 0    | 1964-1986 |
| 3    | Aaron Hughes    | 112   | 1    | 1998-2018 |
| 4    | Jonny Evans     | 107   | 6    | 2005-2024 |
| 5    | David Healy     | 95    | 36   | 2000-2013 |
| 6    | Mal Donaghy     | 91    | 0    | 1980-1994 |
| 7    | Kyle Lafferty   | 89    | 20   | 2006-2022 |
| 8    | Sammy McIlroy   | 88    | 5    | 1972-1986 |
| 8    | Maik Taylor     | 88    | 0    | 1999-2011 |
| 10   | Keith Gillespie | 86    | 2    | 1995-2008 |

### Record gol
| Pos. | Giocatore       | Reti | Pres. | Periodo   |
| ---- | --------------- | ---- | ----- | --------- |
| 1    | David Healy     | 36   | 95    | 2000-2013 |
| 2    | Kyle Lafferty   | 20   | 89    | 2006-2022 |
| 3    | Steven Davis    | 13   | 140   | 2005-2022 |
| 4    | Billy Gillespie | 13   | 25    | 1913-1932 |
| 4    | Colin Clarke    | 13   | 38    | 1986-1993 |
| 6    | Joe Bambrick    | 12   | 11    | 1928-1940 |
| 6    | Jimmy Quinn     | 12   | 46    | 1984-1995 |
| 6    | Iain Dowie      | 12   | 59    | 1990-1999 |
| 6    | Gerry Armstrong | 12   | 63    | 1977-1986 |
| 6    | Josh Magennis   | 12   | 82    | 2010-     |

## Allenatori
- Commissione Tecnica Federale (1882-1951)
- Peter Doherty (1951-1962)
- Bertie Peacock (1962-1967)
- Billy Bingham (1967-1971)
- Terry Neill (1971-1975)
- Dave Clements (1975-1976)
- Danny Blanchflower (1976-1980)
- Billy Bingham (1980-1994)
- Bryan Hamilton (1994-1998)
- Lawrie McMenemy (1998-1999)
- Sammy McIlroy (1999-2003)
- Lawrie Sanchez (2003-2007)
- Nigel Worthington (2007-2011)
- Michael O'Neill (2011-2020)
- Ian Baraclough (2020-2022)
- Michael O'Neill (2022-)